# H2O (banda)
H2O es un conjunto de punk rock y hardcore punk formado en Nueva York en 1994.
La banda está compuesta por Toby Morse (voz), Rusty Pistachio (guitarra), Adam Blake (bajo), Matt Henderson (guitarra), Max Morse (batería).

## Formación
Toby Morse comenzó en sus principios a cantar apoyando al grupo de hardcore punk Sick of It All durante una gira en principios de 1994.
En ese mismo año, Morse decidió comenzar su propia banda y formó H2Oen el Lower East Side of Manhattan de Nueva York.
La banda viajó constantemente durante los años 1995 y 1996 dando conciertos junto grupos tales como Rancid y Roseland Ballroom.
En enero de 1996, el grupo grabó su primer álbum de estudio autotitulado H2O en Brielle Studios en Nueva York, bajo el sello de la disquera Blackout Records y lo lanzaron en mayo de ese mismo año. El disco contenía básicamente todas las canciones que tocaron durante sus giras.
Durante el verano, la banda tocó en varios conciertos con los grupos Shelter y Murphy's Law, y tocaron en el emblemático club punk rock y new wave CBGB en octubre de aquel año, donde grabaron su primer video titulado Family Tree.
El grupo también viajó con Social Distortion en octubre de 1996, y uno de los grandes espectáculos durante sus comienzos fue cuando la
banda abrió un recital para el grupo No Doubt en Nueva York durante las Pascuas de 1996.
En junio de 1997, H2O rápidamente grabó su segundo álbum de estudio titulado Thicker Than Water bajo el sello de la disquera
Epitaph Records y fue lanzado en octubre de ese año.
Luego de la grabación del álbum, estuvieron de gira en Japón por primera vez en 1997, y viajaron nuevamente en 1998.
A fin del año 1997, el grupo fue la banda de apertura para los conjuntos Misfits, Pennywise, Sick of It All, CIV y The Mighty Mighty Bosstones y durante el Warped Tour de 1998 y 1999. También, en 1998 H2O se hizo conocido en MTV a partir de su segundo videoclip Everready.
En 1999 el grupo grabó y lanzó su tercer álbum titulado F.T.T.W, cuyo nombre proviene de la canción Follow the Three Way de ese mismo
disco. En mayo hicieron su tercer video One Life One Chance y estuvieron de gira durante 1999 en el Warped Tour y en 2000 alrededor de Europa, Japón y Estados Unidos junto a los grupos NOFX, The Bouncing Souls, 7 Seconds y Saves the Day.

## Go(2001-2003)
Entre noviembre y diciembre del 2000, la banda grabó su cuarto álbum de estudio, titulado Go, en Rumbo Studios en California, bajo
el sello discográfico MCA Records y fue lanzado el 15 de mayo de 2001. Go fue producido por Matt Wallace, quien también trabajó
junto a los grupos Faith No More, Replacements y Maroon 5.
Entre 2001 y 2003, H2O realizó una gira extensa para la promoción de su disco, dando entre 150 y 200 conciertos por año.
En 2001, H2O hizo el videoclip de la canción Role Model y tocó en el espectáculo de Conan O'Brien en mayo de ese mismo año.
También viajaron el Warped Tour de 2001 con los grupos Blink 182, Good Charlotte, New Found Glory y Face to Face. En 2002 H2O grabó y lanzó un EP titulado All We Want, con 3 nuevas canciones, 2 canciones en vivo y el videoclip de la canción Role Model y viajaron por Europa, Japón, Estados Unidos y Canadá con las bandas Sum 41 y Box Car Racer.

## Receso yNothing to Prove(2004-presente)
Los miembros de la banda entre los años 2003 y 2004 decidieron tomar un descanso luego de las giras realizadas entre el 2001 y 2003.
En 2005, H2O viajó a Europa con Madball y a EE. UU. con los grupos The Used, Pennywise y Dropkick Murphys y viajó a Sudamérica por primera vez ese mismo año.
H2O volvió a los estudios en enero de 2008 para comenzar a trabajar en su quinto álbum de estudio, habiendo publicado algunas de sus nuevas canciones en su página de MySpace. El 14 de enero de 2008, la banda anunció que habían firmado con la disquera Bridge 9 Records, y el nuevo álbum fue lanzado el 27 de mayo de 2008, titulado Nothing to Prove, siendo su primer álbum de estudio luego de siete años.
La banda continuó apoyando el lanzamiento del álbum abriendo para el grupo Rancid en una gira por los Estados Unidos y continuó
viajando por Europa ese verano. En marzo de 2008, se anunció que H2O tocaría en los Reading and Leeds Festivals en el Reino Unido.
H2O recientemente lanzó un DVD titulado One Life One Chance.
La banda también abrió para Dropkick Murphys durante el St. Paddy's Day Tour en el invierno de 2009 y actualmente, los miembros de la banda celebran su 15.º aniversario con fechas en Estados Unidos, Europa, Sudamérica y en todo el mundo en 2010.
Para la gira por Sudamérica de 2010, H2O anunció que Mitts, guitarrista de Madball, reemplazará a Todd Morse.

## Miembros
Miembros actuales
- Toby Morse - Voz (1994-presente)
- Rusty Pistachio - Guitarra, voz secundaria (1994-presente)
- Adam Blake - Bajo, voz secundaria (1996-presente)
- Matt Henderson - Guitarra, voz secundaria (2022-presente)
- Max Morse - Batería (2022-presente)

Antiguos miembros
- Eric Rice - Bajo, voz secundaria (1995-1996)
- Max Capshaw - Batería (1994-1996)
- Todd Morse - Guitarra, voz secundaria (1995-2015)
- Todd Friend - Batería, voz secundaria (1996-2022)
- Colin McGinnis - Guitarra, voz secundaria (2015-2018)

## Discografía
Discos de estudio
- H2O (1996)
- Thicker Than Water (1997)
- F.T.T.W. (1999)
- Go (2001)
- Nothing to Prove (2008)
- Don't Forget Your Roots (2011)
- Use Your Voice (2015)

EP
- This Is The East Coast...! Not LA ! (con Dropkick Murphys) (2000)
- Live EP (2000)
- All We Want (2002)

Vinilo
- 94-95 Four Song Demo (1994)
- Seveninch (1995)
- Can't Get Off The Phone (1996)
- Everready (1998)
- H2O/CHH split (doble vinilo) (1998)
- Old School Recess (1999)
- It Was A Good Day/I Want More (2001)
- Still The Same Fellas (2008)

Compilaciones
- The World Still Won't Listen (1996)
- Show & Tell (A Stormy Remembrance of TV Themes) (1997)
- Anti Racist Action Benefit CD (1997)
- Creepy Crawl Live (1997) "5 Year Plan (En vivo) - Here Today, Gone Tomorrow (En vivo)"
- Punk-O-Rama Vol. 2.1 (1997) "Family Tree"
- Punk-O-Rama Vol. 3 (1998) "Everready"
- Punk-O-Rama Vol. 4 Straight Outta The Pit (1999) "Faster than the world"
- Fight The World, Not Each Other - A Tribute To 7 Seconds (1999) "Not Just Boys Fun"
- Short Music For Short People (1999) "Mr. Brett, Please Put Down Your Gun"
- A Compilation of Warped Music II by Side One Dummy (1999) "Old Skool Recess"
- Punk-O-Rama Vol. 5 (2000) "Guilty By Association"
- World Warped, Vol.3: Live (2000) "Faster Than The World (En vivo)"
- Punk Uprisings Vol. 2 (2000) "Universal Language (En vivo)"
- Rebirth of the Loud ( 2001) "It Was a Good Day"
- Warped Tour (2001) Tour Compilation (2001) "Unwind"
- Punk Rock Jukebox (2002) Friend
- New Found Glory Sticks and Stones Bonus CD (2002) Static
- Dive into Disney (2002) It's A Small World
- Live At Continental Best of NYC Vol. 1 (2005) Liberate
- Punk Rock is Your Friend: Kung Fu Records Sampler No. 6 2005"Guilty By Association (En vivo)"
- Scream For Help! (2006) Family Tree

DVD
- One Life One Chance (2005)
- On a boot around Manhattan (2010)

### Videoclips
| Año  | Título                | Álbum              |
| ---- | --------------------- | ------------------ |
| 1996 | "Family Tree"         | H2O                |
| 1996 | "Spirit of '84"       | H2O                |
| 1997 | "5 Year Plan"         | H2O                |
| 1998 | "Everready"           | Thicker than Water |
| 1999 | "F.T.T.W"             | F.T.T.W            |
| 1999 | "One Life One Chance" | F.T.T.W            |
| 2001 | "Role Model"          | Go                 |
| 2008 | "What Happened"       | Nothing to Prove   |
| 2008 | "Nothing To Prove"    | Nothing to Prove   |

## Bandas asociadas
- Hazen Street (Toby Morse)
- Juliette and the Licks (Todd Morse)
- 9 Lives (Rusty Pistachio)
- Images (Rusty Pistachio)
- Alston (Adam Blake)
- Shelter (Adam Blake)
- Outcrowd (Todd Morse & Todd Friend)
- The Operation M.D. (Todd Morse)
- And A Pizza Place (Rusty Pistachio)